# Nagai Uta

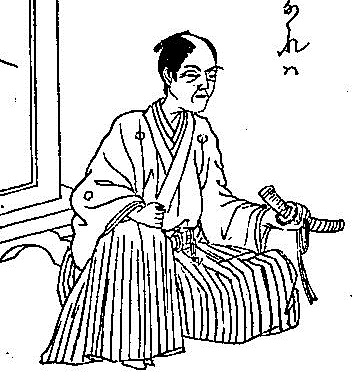
Nagai Uta

Nagai Uta (japanisch 長井 雅樂; geboren 22. Juni 1819 in Hagi (Provinz Nagato); gestorben 24. März 1863 in der Provinz Nagato) war ein japanischer Samurai und Unterstützter der „Kōbugattai undō“, einer Bewegung zur friedlichen Stärkung der Position des Kaisers.

## Leben und Wirken
Nagai Uta war ein Samurai des Chōshū-Han, verlor mit vier Jahren seinen Vater. Er studierte an der Han-Schule „Meirinkan“ (明倫館), diente 1837 als Page für den regierenden Daimyō Mōri Takachika (毛利 敬親; 1819–1871). 1850 wurde er zum Leiter der Hauswache befördert und arbeitete ab 1858 als Wächter für Mōri Sadahiro (毛利 定広; 1839–1896), den Erben. 1851 wirkte er als „Jikimetsuke“. Seine Pflicht war es, die Verwaltung der Domäne als Ganzes zu prüfen und dem Herrn der Domäne darüber Bericht zu erstatten.
Als während der Ansei-Säuberung Yoshida Shōin, ein Verfechter des Sturzes des Shogun, nach Edo gebracht und dort hingerichtet wurde, dachten die Shōin-Schüler daran, dessen harte Linie fortzusetzen. Nagai jedoch war für eine Stärkung der Position des Kaisers auf friedlichen Wege und reichte im März 1861 reichte Nagai eine Petition ein, die auf das „Kōbugattai“ zielte, die angenommen und zur Theorie des Klans wurde. Er setzte sich auch für eine weitere Idee eine, nämlich aktiv mit dem Ausland Handel zu treiben, um die Position Japans zu festigen, was er als „Kōkai enryaku-saku“ (航海遠略策) formulierte. Im Mai desselben Jahres reiste er auf Befehl des Klans nach Kyōto, wo er sich mit Ōgimachisanjō Sanenaru (正親町三条 実愛; 1821–1909) traf und seine Ideen erläuterte.
Der kaiserliche Hof akzeptierte die Idee, sich im Ausland zu zeigen, und befahl dem Shogunat, daran zu arbeiten. Im Juni reiste Nagai nach Edo und erläuterte den Rōjū Kuze Hirochika (久世 広周; 1819–1864) und Andō Nobumasa (安藤 信正; 1820–1871) seinen Plan. Das Shogunat akzeptierte die Reisestrategie als Bestätigung der Öffnung des Landes. Sowohl die Kobugattai-Idee von Shimazu Hisamitsu als auch die Sonnō-jōi-Bewegung des Chōshū- und Tosa-Klans wurden dem Kaiser vorgetragen. Er selbst wurde im Januar 1862 zum Chūrō (中老), einer hohen Position im Bakufu, befördert. Im April desselben Jahres schickte Shimazu seine Truppen nach Kyōto, geriet aber in eine nachteilige Position und musste sich zurückziehen. Außerdem wurde Nagai von Schülern der Lehranstalt „Shōkasonjuku“ (松下村塾) angegriffen, und es kam zu einer Konfrontation mit anderen Führungskräften wie Sufu Masanosuke (周布 政之助; 1823–1864) und Shishido Masumi (宍戸 真澂; 1804–1864).
Nachdem Nagai vom Kaiserhof auf kritische Worte in seiner Petition hingewiesen worden war, reichte er im Mai desselben Jahres ein schriftliches Schuldbekenntnis ein. Die Regierung des Chōshū-Klans, die sich inzwischen der Sonnō-jōi-Bewegung angeschlossen hatte, ordnete für ihn Seppuku an, den er, zurückgekehrt in seine Heimat, Anfang 1863 vollzog. Sein Todesgedicht lautet: „Ich habe noch nichts getan, um die mir erwiesene Freundlichkeit zurückzuzahlen, und ich schäme mich für 45 Jahre Wahnsinn.“